# Ylinenlompolo
Ylinenlompolo och Syvälompolo, eller Lompolojärvet är sjöar i Finland. De ligger i kommunen Pello i landskapet Lappland, i den norra delen av landet, 800 km norr om huvudstaden Helsingfors. Ylinenlompolo ligger 155 meter över havet. Arean är 17,8 hektar och strandlinjen är 2,22 kilometer lång. Sjön  ingår i Torne älvs huvudavrinningsområde. 